# Lorenzo Sotomayor
Lorenzo Sotomayor, född den 16 februari 1985 i Havanna på Kuba, är en azerisk boxare.
Han tog OS-silver i lätt weltervikt i samband med de olympiska boxningstävlingarna 2016 i Rio de Janeiro..